# Patecatl

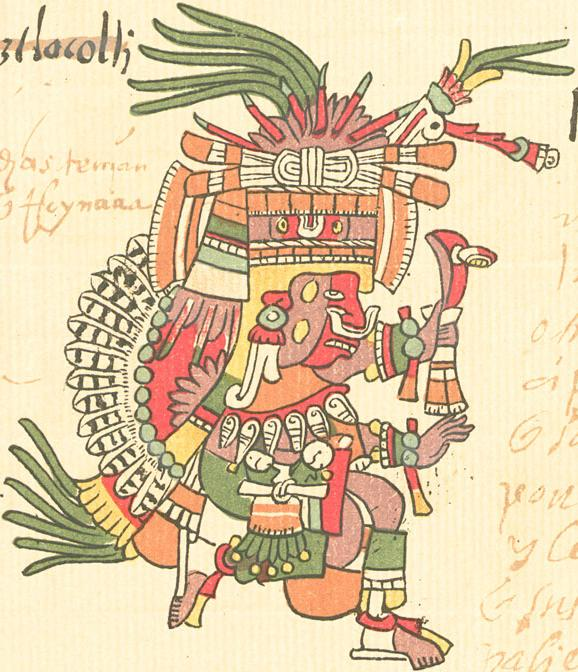
Raffigurazione del dio Patecatl Codice Telleriano-Remensis.

Nella mitologia azteca, Patecatl è il dio della guarigione e della fertilità ed anche signore dell'agave e della bevanda  pulque che si ricava da essa.
La leggenda narra che fu lui a scoprire il peyote.  Era marito di Mayahuel e padre di Centzon Totochtin.
Nel calendario azteco (tonalpohualli), Patecatl è protettore del 12º giorno (Malinalli = erba).

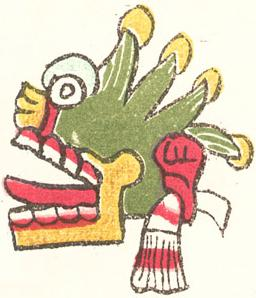
Simbolo di Malinalli